# Bota de Oro 1970-71

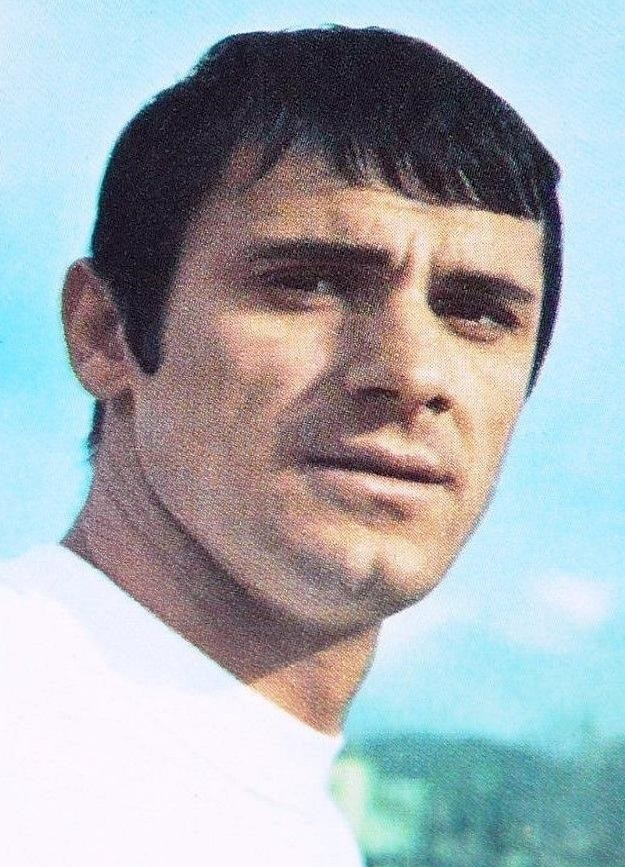
Gerd Müller, ganador en 1970-71.

La Bota de Oro 1970-71 fue un premio entregado por la European Sports Magazines al futbolista que logró la mayor cantidad de goles en la temporada europea.
El ganador de este premio fue el jugador croata Josip Skoblar por haber conseguido 44 goles en la Ligue 1. Skoblar ganó la bota de oro cuando jugaba para el equipo Olympique de Marsella.

## Resultados
| Posición | Futbolista    | Club                  | Campeonato           | Goles |
| -------- | ------------- | --------------------- | -------------------- | ----- |
| 1        | Josip Skoblar | Olympique de Marsella | Ligue 1              | 44    |
| 2        | Salif Keïta   | AS Saint-Étienne      | Ligue 1              | 42    |
| 3        | Giorgos Dedes | Panionios NFC         | Super Liga de Grecia | 28    |